# Намібійські винятки
«Намібійські винятки» (англ. «Namibia exception») — принцип міжнародного права, згідно з яким документи, видані окупаційною владою, повинні братися судами до уваги, якщо їх нехтування веде за собою серйозні порушення або обмеження прав громадян. Розгляд судами таких документів не означає автоматичного визнання окупаційної влади.
«Намібійські винятки» вперше були сформульовані у практиці Міжнародного суду ООН, зокрема в його Консультативному висновку від 21 червня 1971 року (Namibia case). Міжнародний суд ООН у документі «Юридичні наслідки для держав щодо триваючої присутності Південної Африки у Намібії» зазначив, що держави – члени ООН зобов’язані визнавати незаконність і недійсність триваючої присутності Південної Африки в Намібії, але «у той час як офіційні дії, вчинені урядом Південної Африки від імені або щодо Намібії після припинення дії мандата є незаконними і недійсними, ця недійсність не може бути застосовна до таких дій як, наприклад, реєстрація народжень, смертей і шлюбів».
Суди України при винесенні судових рішень, які пов'язані з тимчасово окупованими територіями України активно використовують «Намібійські винятки». Перше судове рішення, в якому було використано «Намібійські винятки» для державної реєстрації актів цивільного стану, що мали місце на тимчасово окупованих територіях України, було ухвалено 20 серпня 2015 року Попаснянським районним судом Луганської області (суддя — Архипенко А. В.). Важливу роль у застосуванні судами України «Намібійських винятків» зіграв український суддя та вчений Микола Мазур.
Ситуація в Намібії та в Україні значно відрізняється. Зокрема, Намібія вважалася повністю окупованою Південною Африкою та на її території діяли офіційні органи, створені Південною Африкою, тоді як в Україні окупованою є лише частина території України, при цьому в Криму діють офіційні органи РФ, а на окремих територія Луганської та Донецької областей – органи незаконних самопроголошених республік. Крім того, наведені рішення Європейського суду з прав людини не стосуються безпосередньо питань встановлення фактів народження та смерті, а сформульовані при розгляді питання про вичерпання національних засобів захисту, тим не менше висловлену Європейським судом позицію слід сприймати в більш широкому контексті.
В Інформаційному листі Вищого спеціалізованого суду України з розгляду цивільних і кримінальних справ від 11 квітня 2017 року №9-697/0/4-17 вказано, що з огляду на практику Європейського суду з прав людини у справах проти Туреччини (зокрема «Loizidou v. Turkey», «Cyprus v. Turkey»), а також Молдови та Росії (зокрема, «Mozer v. the Republic of Moldova and Russia», «Ilaşcu and others v. Moldova and Russia»)документи, видані органами та установами (зокрема лікувальними закладами), що знаходяться на тимчасово окупованій території України, визначеній Верховною Радою, як виняток можуть братись до уваги судом та оцінюватись разом з іншими доказами в їх сукупності та взаємозв’язку під час розгляду справ у порядку ст.2571 ЦПК.